# مسجد حاجی صاحب پای‌منار
آرامگاه و مسجد حاجی صاحب پایمنار ساختمان گنبدی از جمله یادمان‌های تاریخی افغانستان بوده که در شهرستان ده‌سبز در شمال شهر کابل قرار دارد. این اثر تاریخی دراثر جنگ‌ها و اوضاع جوی آسیب دیده‌است.